# Harout Pamboukjian

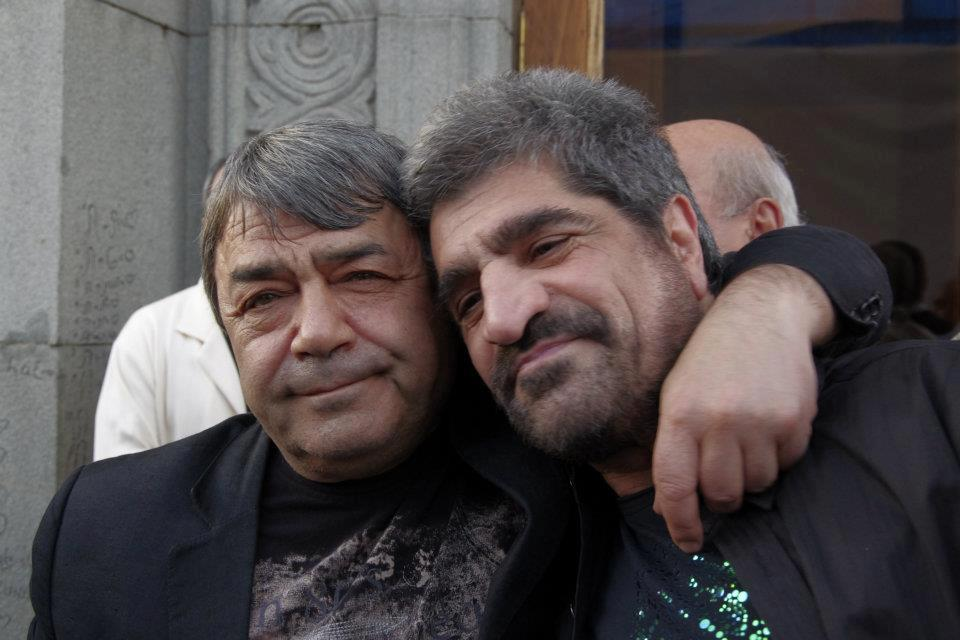
Ruben Hakhverdyan und Harout Pamboukjian (2012)

Harout Pamboukjian (armenisch Հարութ Փամբուկչյան) (* 1950 in Jerewan, Armenische SSR, Sowjetunion) ist ein armenisch-amerikanischer Pop-Sänger, der in Los Angeles lebt. Seine armenischen Tanz-, Folk- und Revolutionslieder verhalfen ihm bei den Armeniern zu Popularität.

## Jugend
Im frühen Teenageralter nahm er Unterricht für verschiedene Instrumente, darunter Gitarre, Bouzouki und Saz (Zupfinstrumente), Dhol und Klavier; später war er Mitglied der Band Erebouni. Sein Interesse für die Musik kam auch durch die Tatsache zustande, dass seine Mutter Sängerin war.
Seine Band zog von Dorf zu Dorf und spielte dabei alles von Charles Aznavour bis hin zu Deep Purple und Elvis, und dies auch auf Hochzeiten und an Universitäten. Aufgrund der Restriktionen in der Sowjetunion verließ Harout und der größte Teil seiner Familie das sowjetische Armenien im Jahr 1975. Nach einem Jahr im Libanon zog er nach Los Angeles und bezog seinen Wohnsitz in Hollywood.